# Polycarp Schmoll
Polycarp Schmoll (n. 1877, f 1958), fue un franciscano alemán, Vicario general de la Orden de los Frailes Menores en los años 1944 a 1945.

## Biografía
Nació en 1877. En los años 1927 a 1936 fue provincial en la provincia bávara de la Orden de los Frailes Menores. Durante la Segunda Guerra Mundial ocupó la máxima autoridad de la orden tras la inesperada muerte del titular Leonardo Bello el 27 de noviembre de 1944, ocupando el cargo de Vicario General. En esta ocasión escribió una carta a la Orden: Litterae encyclae in morte Rmi P. Leonardi M. Bello Ministri Generalis, publicada en 1945.